# Postrervalle
Postrervalle ist eine Ortschaft im Departamento Santa Cruz im südamerikanischen Anden-Staat Bolivien.

## Lage im Nahraum
Postrervalle ist zentraler Ort des Municipios Postrer Valle in der Provinz Vallegrande. Die Ortschaft liegt auf einer Höhe von 1841 m am Oberlauf des Río Vilcas, einem linken Zufluss des Río Masicurí, der in den Río Grande mündet. Postrervalle liegt in einer ringsum von Bergrücken umgebenen Ebene von bis zu 2 km Breite und fast 5 km Länge, die intensiv landwirtschaftlich genutzt wird, die Bergrücken um das Tal von Postrervalle erheben sich bis auf fast 2500 m Höhe. Der von der geographischen Lage abgeleitete Name Postrervalle bedeutet in etwa „Talende“.

## Geographie
Postrervalle liegt im Übergangsbereich zwischen der Anden-Gebirgskette der Cordillera Oriental im Norden, der Cordillera Central im Südwesten und dem bolivianischen Tiefland im Osten. Das Klima in der geschützten Tallage ist ganzjährig mild und ausgeglichen, allerdings weniger warm als im benachbarten Municipio Vallegrande.
Die mittlere Durchschnittstemperatur der Region liegt bei knapp 19 °C (siehe Klimadiagramm Postrervalle) und schwankt nur unwesentlich zwischen knapp 16 °C im Juni/Juli und knapp 21 °C von November bis Januar. Der Jahresniederschlag beträgt etwa 750 mm, mit einer Trockenzeit von Mai bis September mit Monatsniederschlägen unter 30 mm, und einer Feuchtezeit von Dezember bis Februar mit 115 bis 135 mm Monatsniederschlag.

## Verkehrsnetz
Postrervalle liegt in einer Entfernung von 179 Straßenkilometern südwestlich von Santa Cruz, der Hauptstadt des Departamentos.
Von Santa Cruz aus führt die 488 Kilometer lange Nationalstraße Ruta 7 über La Guardia und La Angostura nach Samaipata und dann weiter über Mairana und Comarapa nach Cochabamba, der Hauptstadt des benachbarten Departamentos. Vom Südrand der Stadt Samaipata aus führt eine unbefestigte Landstraße nach Süden und erreicht nach 22 Kilometern San Juan del Rosario, die Straße führt dann auf weiteren 37 Kilometern bis Postrervalle.

## Bevölkerung
Die Einwohnerzahl des Ortes ist in den vergangenen beiden Jahrzehnten auf mehr als das Doppelte angestiegen:
| Jahr | Einwohner | Quelle       |
| ---- | --------- | ------------ |
| 1992 | 535       | Volkszählung |
| 2001 | 1101      | Volkszählung |
| 2012 | 1259      | Volkszählung |